# Starbase
Starbase (читается: Старбейз, дословно — Звёздная база) — испытательный космодром и производственная площадка в районе местечка Бока-Чика (рядом с одноимённой общиной, недалеко от города Браунсвилл, штат Техас) для частного использования компанией SpaceX. Его целью является обеспечение SpaceX стартовой площадкой, центром управления полётами, и уникальным сборочным комплексом для производства и испытаний системы Starship.

## История
В феврале 2014 года Илон Маск приобрёл 37 гектаров земли для строительства космодрома в районе деревни Бока-Чика. 
Постройку космодрома финансово поддерживали власти Техаса, поскольку объект должен был предоставить штату множество новых рабочих мест.
В мае 2014 года компания SpaceX получила подтверждение от Федерального управления гражданской авиации США, что частный космодром не принесёт вреда экологии района. В июле 2014 года компания получила окончательное разрешение на строительство. 
Земляные работы были начаты в 2015 году. В 2016 работы приостановлены, после взрыва Falcon 9 на стартовой площадке SLC-40 и возобновлены после окончания восстановительных работ.
Стоимость строительства оценивалась в 100 миллионов долларов. Правительство штата Техас рассматривало возможность выделения дополнительных 15 миллионов долларов США.
После отказа от композитных материалов в конструкции Starship и свёртывания планов на производственный комплекс в порту Лос-Анджелеса летом 2020 года, планы SpaceX на данную территорию резко изменились. По планам компании, Starbase должна была стать испытательным и производственным центром, а в последствии и регулярной пусковой площадкой наравне с объектами SpaceX на мысе Канаверал во Флориде. В рамках этой стратегии началось строительство ангара вертикальной сборки, завода Starfactory для производства готовых секций Starship и расширение комплекса производственных палаток. 
Несмотря на положительное отношение региональных и муниципальных властей к деятельности SpaceX, компания столкнулась с противодействием некоторых местных некоммерческих экологических организаций. Их активисты критиковали закрытие общественных объектов для проведения испытаний, выступали против планов на строительство завода по сжижению метана, обвиняли компанию в нанесении урона природе заповедных территорий вокруг пусковой площадки, а так же в неподобающем отношении к памятникам истории местного значения. Помимо экоактивистов, в протестах участвовали представители коренного индейского населения. В результате протестов строительство завода по сжижению метана на территории производственной площадки было отменено.
С июля 2021 года, параллельно с подготовкой первого полета Starship, началась экологическая оценка космодрома со стороны Федерального управления гражданской авиации США. Агентство по результатам заключений от других государственных ведомств и общественных слушаний должно было выдать SpaceX одну из трёх возможных лицензий на осуществление орбитальных запусков из Starbase. Помимо активного противодействия экологических НКО, в FAA поступило большое количество обращений с поддержкой SpaceX, что, несмотря на их положительный тон, только усложнило процесс проведения оценки. Несмотря на окончание общественных слушаний в ноябре и слова Илона Маска о возможности полета в начале 2022 года, публикация итогового решения переносилась 6 раз, и только 13 июня 2022 SpaceX получила наиболее полноценную из трёх возможных лицензий, включавшую до 5 полетов Starship в год. 
Бюрократические проблемы вызвали в руководстве компании недоверие к будущему Starbase и снижение активности по расширению имеющихся и строительству новых объектов. Так, на стадии согласования с инженерным корпусом Армии США, было заморожено создание орбитального стартового комплекса №2. Приоритетным направлением вновь стала Флорида, а Техасу отводилась роль испытательного полигона. 
Исполнение комплекса рекомендаций от FAA, доработка стартового комплекса и замена устаревших за время ожидания корабля S20 и ускорителя B4 на S24 и B7 соответственно, вызвали задержку на получение лицензии на первый орбитальный полет Starship, который состоялся только в апреле 2023 года. Тем не менее, его результат, а так же возникшие между SpaceX и НАСА трения об осуществлении запусков Starship c площадки LC-39A на мысе Канаверал, заставил компанию вновь сменить вектор и сделать Starbase флагманским объектом программы.
Был построен второй  ангар (Megabay 2), комплекс производственных палаток и старые маленькие ангары были снесены и на их месте к уже существующим корпусам Starfactory были сделаны пристройки, сформировавшие единый производственный комплекс. 

## Эксплуатация
В декабре 2018 года началось строительство испытательного прототипа Starhopper, который летом 2019 года совершил прыжок с одним двигателем Raptor сначала на 20, а затем и на 150 метров.
4 августа и 3 сентября 2020 года с суборбитальных стартовых площадок проводились успешные прыжковые испытания на 150 метров Starship SN5 и SN6 соответственно - следующей итерации прототипов Starship.
С декабря 2020 по май 2021 года проводились прыжковые испытания на высоту 10-12 км c отработкой посадочного манёвра (belly flop). Всего было выполнено 5 полетов (прототипы с номерами SN8, SN9, SN10, SN11 и SN15).
6 августа 2021 года на ещё недостроенном орбитальном стартовом комплексе №1 произведена первая сборка системы Starship/Super Heavy. Находящиеся в процессе досборки прототипы B4 и S20 были установлены на стартовый стол при помощи тяжелого гусеничного крана Liebherr LR11350.
20 апреля 2023 года с территории космодрома состоялся первый орбитальный запуск сверхтяжёлой системы Starship/Super Heavy. В полет отправились прототипы B7 и S24. Выхлоп 33-х двигателей ускорителя B7 разрушил основание стартового стола, образовав под ним кратер диаметром 20 и глубиной до 5 метров. Крупные обломки бетона и металлоконструкций разлетались на расстояние до 600 метров, выпадение бетонной пыли и песка отмечалось в 10 км на территории Порт-Элизабет. Обломки и ударные волны повредили несколько вертикальных топливных резервуаров, а также прочие элементы заправочной и вспомогательной инфраструктуры пусковой площадки.
После полета под стартовым столом была сооружена водяная система охлаждения и подавления акустических волн, хорошо зарекомендовавшая себя в последующих полетах.
23 ноября 2023 года состоялся второй испытательный полет.
14 марта 2024 года состоялся третий испытательный полет.
6 июня 2024 года состоялся четвёртый испытательный полет.
На конец 2024 года ежедневные расходы компании на программу Starship и инфраструктуру Starbase составляют в среднем $4 млн в день, или $1,5 млрд в год. Согласно докладу Кэтрин Людерс, с 2014 года SpaceX вложила в инфраструктуру Starbase более $3 млрд, а численность персонала составляет 3000 человек.

## Объекты

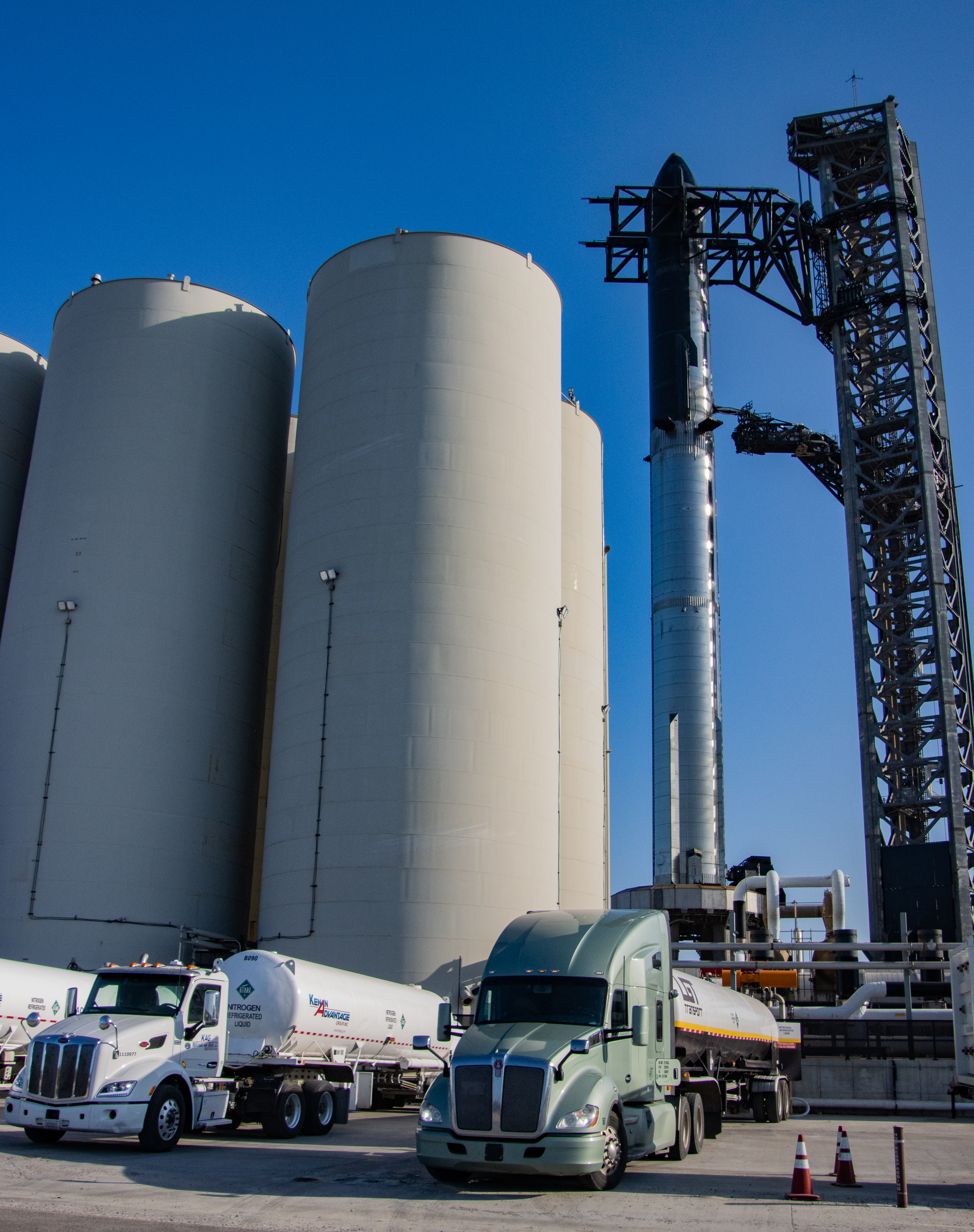
Вид на орбитальную пусковую площадку накануне первого запуска системы Starship

### Пусковая площадка
25°59′49″ с. ш. 97°09′21″ з. д.
Располагается в 500 метрах от Мексиканского залива. Ранее состоял из суборбитального и орбитального стартовых комплексов. На конец 2024 года включает в себя два орбитальных стартовых комплекса.

#### Суборбитальный стартовый комплекс
Ныне не существующий объект. Располагался в западной части пусковой площадки. Заложен в 2015 году. Включал в себя два суборбитальных стартовых стола (Pad A и Pad B) и топливо-заправочную инфраструктуру. Неоднократно перестраивался и модернизировался. Использовался для наземных силовых, криогенных и огневых испытаний прототипов кораблей и ранних прототипов ускорителей, а также для суборбитальных полетов прототипов кораблей Starship.
В середине 2023 года начался постепенный демонтаж всей инфраструктуры комплекса. Pad A демонтирован 13 декабря 2023 года. Последнее огневое испытание на Pad B было проведено 9 мая 2024 года, после чего стенд был демонтирован и комплекс прекратил свое существование, а территория отдана под стройку орбитального стартового комплекса №2.

#### Орбитальный стартовый комплекс №1
Располагается в восточной части пусковой площадки. Заложен в 2020 году. Состоит из трёх основных компонентов: топливного хранилища, стартового стола и интеграционной башни.
Топливное хранилище включает в себя горизонтальные и вертикальные резервуары, насосы, арматуру и трубопроводы, отвечающие за хранение и перекачку криогенных кислорода и метана, являющихся топливной парой системы Starship, а также азота и воды для вспомогательных систем. 8 больших вертикальных резервуаров, бывших основными в первоначальном проекте космодрома и изготовленных самой SpaceX по той же технологии, что и корабли и ускорители системы Starship, в результате эксплуатационных и юридических проблем признаны непригодными и на май 2024 года продолжается их постепенный демонтаж.
Стартовый стол представляет собой сварную торообразную конструкцию, установленную на 6 колоннах из стальных труб, заполненных железобетоном. Внутри неё располагается 19 выдвигающихся опор, на которые опирается ускоритель Super Heavy при установке на стартовый стол. Каждая опора оборудована замками для удержания ускорителя в первые секунды после зажигания двигателей, а также системой зажигания для одного из 20 двигателей Raptor Boost из внешнего кольца двигателей ускорителя. После отрыва ракеты опоры под действием противовесов и гидравлических приводов убираются внутрь стартового стола и захлопывают свои проемы, чтобы защитить внутреннее пространство от потока раскаленных газов из двигателей ускорителя. На вершине стартового стола располагается подвижный порт для подключения ускорителя электрическим и топливо-заправочным системам стола (Booster Quick Disconnect). Порт располагается в защитной оболочке, призванной защитить его от воздействия выхлопа двигателей ускорителя, в которую он убирается в первые секунды после отрыва ракеты на старте.
Стол оборудован системами подачи топливных компонентов, пожаротушения, видеонаблюдения, а также обслуживания двигателей стоящего на столе ускорителя (сленг. dancefloor).
В пространстве между колоннами на уровне земли установлена массивная перфорированная стальная плита, через которую во время старта и огневых испытаний по системе трубопроводов под большим давлением подается вода, предназначенная для гашения акустических волн от работы 33-х двигателей Raptor-2.
Интеграционная башня (сленг. "мехазилла") имеет высоту 145 метров(без громоотвода). Предназначена для подъёма кораблей и ускорителей, их установки на стартовый стол, обеспечения и заправки корабля, а также, в перспективе, для захвата в воздухе кораблей и ускорителей при их возврате из полета. Для подъёма и ловли башня оборудована двумя ферменными манипуляторами (сленг. "палочки для еды"). Манипуляторы установлены на общей раме, скользящей по направляющим на колоннах. Вертикальное перемещение рамы производится установленной у основания башни лебедкой грузоподъемностью 150 тонн через систему блоков на вершине башни. Подключение установленного на ускоритель корабля к заправочным и электрическим системам башни осуществляется посредством "руки" с подвижным портом на конце (Ship Quick Disconnect), отводящейся непосредственно при старте ракеты.

#### Орбитальный стартовый комплекс №2
Строительство начато весной 2024 года на территории бывшего суборбитального стартового комплекса. По первоначальному проекту должен был располагаться к югу от стартового комплекса №1.
Секции интеграционной башни были доставлены в Техас с объекта SpaceX на Робертс-Роуд на мысе Канаверал во Флориде в феврале 2024 года.

Предположительно, новый стартовый комплекс будет иметь более высокую башню для работы с кораблями Starship V2, а так же стартовый стол улучшенной конструкции, учитывающей опыт, накопленный при эксплуатации орбитального стартового комплекса №1.

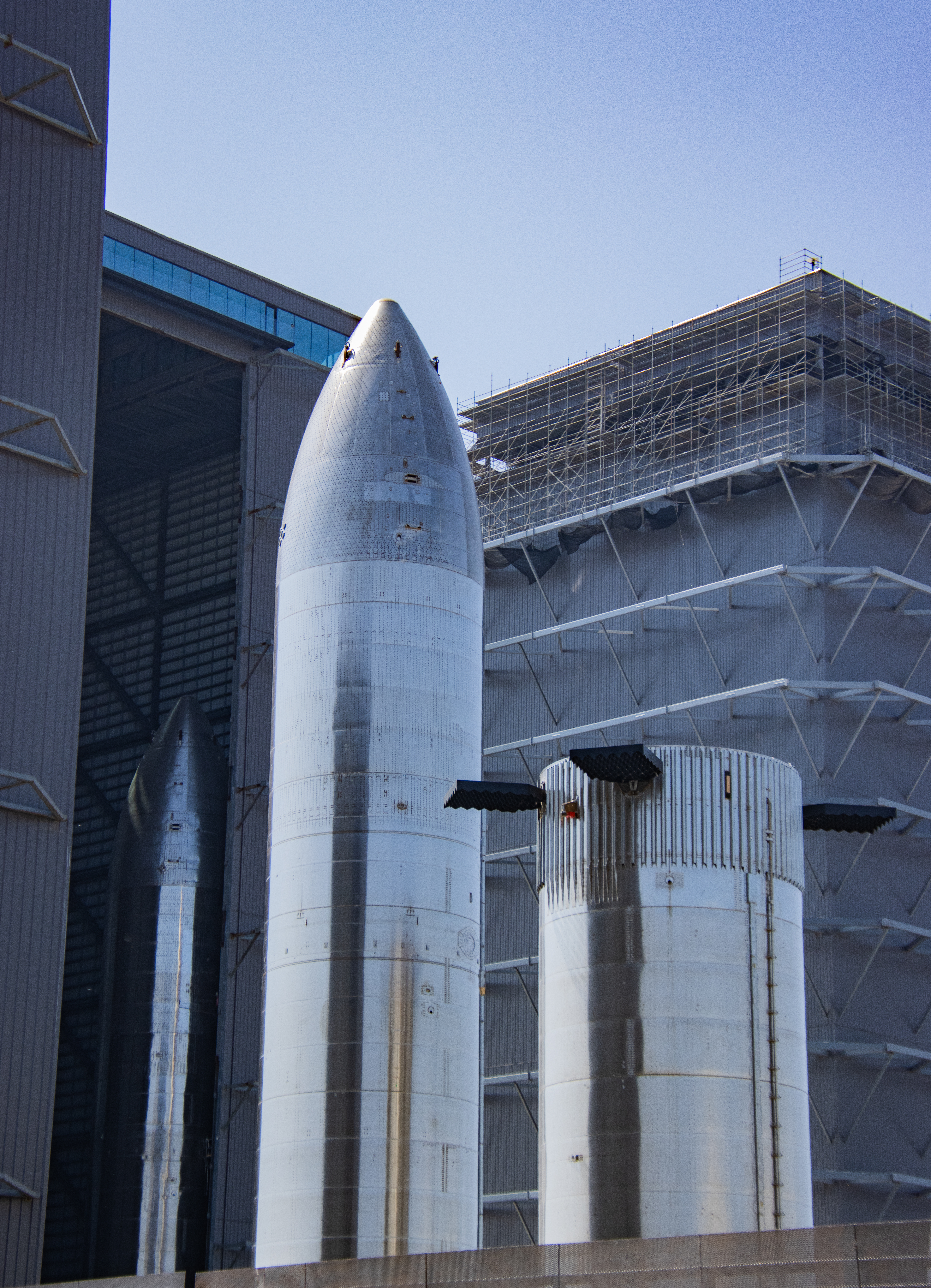
Сегменты Starship и Super Heavy на фоне High Bay и Mega Bay

### Производственная площадка
Производственная или строительная площадка — это место, где строятся и собираются все прототипы Starship. Она включает в себя Starfactory, фабрику, которая специализируется на изготовлении деталей Starship и Super Heavy. Большинство из этих элементов собирается в палатках, но по состоянию на июнь 2023 года на Starfactory ведутся работы по расширению, которые в долгосрочной перспективе позволят наладить массовое производство Starship и Super Heavy.
На производственной площадке также расположены два ангара, которые отвечают за сборку готовых транспортных средств. Ангар High Bay специализируется на сборке космических кораблей Starship, в то время как Mega Bay является домом сразу для нескольких Super Heavy на этапе их производства. По состоянию на июнь 2023 года ведется строительство второго ангара Mega Bay.

### Площадка Мэсси
25°57′03″ с. ш. 97°14′59″ з. д.
Испытательная площадка Мэсси (Massey test site) - полигон для проведения наземных силовых, криогенных и огневых испытаний изделий в рамках программы Starship(тестовых баков, кораблей Starship, ускорителей Super Heavy и их прототипов).
Необходимость закрытия для каждого испытания прототипов зоны вокруг стартового комплекса, включающую в себя пляж Бока-Чика и шоссе, и вызываемые этим юридические и социальные сложности выявили необходимость переноса испытаний на другую площадку.
Летом 2021 года SpaceX приобрела в собственность бывшее стрельбище Massey Gun Range в 7,5 км от от основного производственного комплекса на берегу реки Рио-Гранде. Строительные работы по расчистке территории и возведению инфраструктуры начались осенью того же года.
30 сентября 2022 года проведено первое испытание на новой площадке. Тестовый бак EDOME был заполнен жидким азотом до момента разрыва.
9 января 2023 года Илон Маск подтвердил слухи о том, что новый комплекс будет использоваться, в том числе, для огневых испытаний.
В ноябре 2023 года начались работы по строительству комплекса для огневых испытаний кораблей Starship и их прототипов. Комплекс состоит из передвижного стенда для кораблей, на котором их будут привозить с производственной площадки, газоотвода траншейного типа (впервые на Starbase), водяной системы подавления выхлопа двигателей и топливо-заправочной инфраструктуры.
По состоянию на май 2024 года так же планируется строительство в будущем ещё более крупного комплекса для ускорителей Super Heavy и их прототипов, позволяющего проводить их полноценные огневые испытания, и, таким образом, окончательно освободить пусковую площадку от любой деятельности, не связанной непосредственно с орбитальными запусками.